# توچال (شاهرود)
توچال یک روستا در ایران است که در دهستان خوارتوران شهرستان شاهرود واقع شده‌است. توچال ۲۶ نفر جمعیت دارد.